# Nicklas Grossmann
Nicklas Grossmann (ur. 22 stycznia 1985 w Nacka) – szwedzki hokeista, reprezentant Szwecji.

## Kariera
- Södermanland (1999-2001)
- Södertälje J20 (2001-2005)
  -  Södertälje J18 (2002)
- Södertälje SK (2004-2005)
- Iowa Stars (2005-2007)
- Dallas Stars (2007-2012)
- Philadelphia Flyers (2012-2015)
  -  Södertälje (2012-2013)
- Arizona Coyotes (2015-2016)
- Calgary Flames (2016)
- Örebro HK (2016-2017)
- Södertälje (2017-2019)

Wychowanek klubu Gnesta IK. Od lutego 2012 roku zawodnik Philadelphia Flyers. Od kwietnia 2012 roku związany czteroletnim kontraktem. Od listopada 2012 na okres lokautu w sezonie NHL (2012/2013) związał się z macierzystym Södertälje. Od czerwca 2015 zawodnik Arizona Coyotes. Od października do listopada 2016 reprezentował Calgary Flames. Od grudnia 2016 był zawodnikiem Örebro HK. Od sierpnia 2017 był graczem macierzystego klubu z Södertälje. W czerwcu 2019 ogłosił zakończenie kariery.
Uczestniczył w turniejach mistrzostw świata w 2009, 2011.

## Sukcesy
Reprezentacyjne
- Brązowy medal mistrzostw świata: 2009
- Srebrny medal mistrzostw świata: 2011